# Yellow Sike
Der Yellow Sike ist ein Wasserlauf in Dumfries and Galloway, Schottland. Er entsteht an der Nordseite des White Hope Edge und fließt in südöstlicher Richtung bis zu seiner Mündung in das Stennies Water.